# 開陽県
開陽県（かいよう-けん）は中華人民共和国貴州省貴陽市に位置する県。

## 行政区画
下部に3街道、7鎮、5郷、3民族郷を管轄する。
- 街道
  - 硒城街道、雲開街道、紫興街道
- 鎮
  - 双流鎮、金中鎮、馮三鎮、楠木渡鎮、竜崗鎮、永温鎮、花梨鎮
- 郷
  - 南竜郷、宅吉郷、竜水郷、米坪郷、毛雲郷
- 民族郷
  - 禾豊プイ族ミャオ族郷、南江プイ族ミャオ族郷、高寨ミャオ族プイ族郷

## 交通

### 鉄道
- 中国国家鉄路集団
  - 貴開都市間鉄道（中国語版）

（貴陽方面）- 南江駅 - 開陽駅

### 道路
- 高速道路
  - 銀百高速道路
  - 蘭海高速道路
  - S30 江黔高速道路